# Pailhac
Pailhac település Franciaországban, Hautes-Pyrénées megyében. Lakosainak száma 83 fő (2022. január 1.). Pailhac Fréchet-Aure, Arreau és Jézeau községekkel határos.

## Népesség
A település népességének változása:
| Lakosok száma | 64   | 67   | 71   | 69   | 71   | 71   | 75   | 79   | 83   |
|               | 2013 | 2015 | 2016 | 2017 | 2018 | 2019 | 2020 | 2021 | 2022 |